# Diakoni
Diakoni er et udtryk med udspring fra kristendommen, der betegner kirkens sociale arbejde.
Ordet diakoni kommer fra græsk diakonìa, der betyder tjeneste, og anvendes som betegnelse for kristen tjeneste og omsorg for medmennesker, særligt svage og syge.
Den norske kirke har defineret begrebet således:
Diakoni er kirkens omsorgstjeneste. Det er evangeliet i handling og udtrykkes gennem næstekærlighed, inkluderende fællesskab, værn om skaberværket og kamp for retfærdighed.
En person, der udøver diakoni, kaldes en diakon. Forskellige kirkelige organisationer og menigheder driver diakonalt arbejde lokalt og på landsplan og diakonale institutioner.
I Danmark findes der fire uddannelsesinstitutioner, der beskæftiger sig med diakoni, Center for Diakoni og Ledelse i Dianalund, Diakonhøjskolen i Århus, Diakonissestiftelsen på Frederiksberg, samt Aarhus Universitet, der udbyder en kandidat i diakoni.